# Gnopharmia afghanistana
Gnopharmia afghanistana là một loài bướm đêm trong họ Geometridae.